# Canton de Sornac
Le canton de Sornac est une ancienne division administrative française située dans le département de la Corrèze, en région Limousin.

## Histoire
Le canton de Sornac est l'un des cantons de la Corrèze créés en 1790, en même temps que la plupart des autres cantons français. Il a d'abord été rattaché au district d'Ussel avant de faire partie de l'arrondissement d'Ussel jusqu'en 1926, puis de l'arrondissement de Tulle jusqu'en 1943, puis à nouveau de l'arrondissement d'Ussel. Entre 1972 et 1981, les communes de Sornac et de Saint-Germain-Lavolps ayant fusionné, il a changé de nom et s'est appelé temporairement « canton de Sornac-Saint-Germain-Lavolps », avant de reprendre son nom d'origine lorsque Saint-Germain-Lavolps est redevenue indépendante.

### Redécoupage cantonal de 2014-2015
Par décret du 24 février 2014, le nombre de cantons du département passe de 37 à 19, avec mise en application aux élections départementales de mars 2015. Le canton de Sornac est supprimé à cette occasion. Ses huit communes sont alors rattachées au canton du Plateau de Millevaches.

## Géographie
Ce canton était organisé autour de Sornac dans l'arrondissement d'Ussel. Son altitude variait de 639 m (Saint-Germain-Lavolps) à 958 m (Sornac) pour une altitude moyenne de 781 m.

## Représentation

### Conseillers généraux de 1833 à 2015
| Période                                  | Période      | Identité                                   | Étiquette        | Qualité                                                                                               |
| ---------------------------------------- | ------------ | ------------------------------------------ | ---------------- | --- |
| 1833                                     | 1835 (décès) | François Breton dit Breton père            |                  | Notaire à Peyrelevade                                                                                 |
| 1835                                     | 1839         | Léonard Aimable Breton (fils du précédent) |                  | Notaire à Tarnac                                                                                      |
| 1839                                     | 1848         | Michel Lachaze de Saint-Germain            |                  | Propriétaire à Saint-Germain-Lavolps Juge de paix                                                     |
| 1848                                     | 1852         | Auguste Giron-Bachellerie (1797-1876)      | Parti de l'Ordre | Avocat, juge de paix à Sornac (1858-1876), conseiller municipal de Sornac                             |
| 1852                                     | 1855         | Achille d'Arfeuillères                     | Droite           | Propriétaire terrien à Peyrelevade                                                                    |
| 1855                                     | 1865         | Auguste Giron-Bachellerie                  |                  | Juge de paix                                                                                          |
| 1865                                     | 1880 (décès) | Achille d'Arfeuillères                     | Droite           | Maire de Peyrelevade Député (1871-1876)                                                               |
| 1880                                     | 1886         | Jean Pouloux                               | Républicain      | Maire de Saint-Setiers (1876-1889)                                                                    |
| 1886                                     | 1898         | Yves Coudert                               | Républicain      | Propriétaire-directeur de fours à chaux Maire de Saint-Pardoux-le-Vieux                               |
| 1898                                     | 1928         | François Pouloux                           | Rad.             | Médecin - Maire de Saint-Setiers, conseiller d'arrondissement                                         |
| 1928                                     | 1940         | François Chèze                             | Rad.             | Médecin à Peyrelevade Nommé conseiller départemental en 1942                                          |
|                                          |              |                                            |                  | |
| 1945                                     | 1958         | Louis Dezaly                               | PCF              | Artisan menuisier Maire de Sornac                                                                     |
| 1958                                     | 1971 (décès) | Ernest Coutaud                             | SFIO             | Maire de Peyrelevade (1953-1971)                                                                      |
| 1971                                     | 1982         | Bernard Coutaud (petit-fils du précédent)  | PS               | Cadre EDF Maire de Peyrelevade (1972-1999)                                                            |
| 1982                                     | 1993 (décès) | Auguste Cloup                              | RPR              | Médecin - Maire de Saint-Setiers                                                                      |
| 1993                                     | 2001         | Marcel Orliange                            | DVD              | Agriculteur et exploitant forestier à Peyrelevade Président de la Chambre d'agriculture de la Corrèze |
| 2001                                     | 2008         | Corinne Desassis-Bucquet                   | RPR puis UMP     | Agricultrice Maire de Millevaches                                                                     |
| 2008                                     | 2015         | Pierre Coutaud                             | DVG              | Agent immobilier Maire de Peyrelevade depuis 2004                                                     |
| Les données manquantes sont à compléter. |              |                                            |                  | |

### Conseillers d'arrondissement (de 1833 à 1940)
| Période                                  | Période          | Identité                                             | Étiquette                      | Qualité |
| ---------------------------------------- | ---------------- | ---------------------------------------------------- | ------------------------------ | --- |
| 1833                                     | 1845             | Léonard Ambroise Plazanet                            |                                | Propriétaire, maire de Peyrelevade                                                                          |
| 1845                                     | 1848             | Antoine Jean-Baptiste Aimé Dunaigre père (1796-1849) |                                | Ancien notaire, propriétaire à Saint-Setiers                                                                |
|                                          |                  |                                                      |                                | |
| av.1878                                  | 1887 (démission) | Victorin Dupeyreix                                   |                                | Greffier de la justice de paix                                                                              |
| 1887                                     |                  | Antoine Orluc                                        |                                | Notaire, maire de Peyrelevade, suppléant du juge de paix                                                    |
|                                          |                  |                                                      |                                | |
| 1895                                     | 1898             | François Pouloux                                     | Radical                        | Médecin, maire de Saint-Setiers                                                                             |
|                                          |                  |                                                      |                                | |
| 1913                                     |                  | Aunet Pouloux                                        | SFIO                           | Adjoint au maire de Peyrelevade                                                                             |
|                                          |                  |                                                      |                                | |
| 1922                                     | 1926             | Marcelin Leblanc (1889-1968)                         | PC-SFIC                        | Maire de Millevaches (1930-1939 et 1944-1953)                                                               |
| 1926                                     | 1940             | Antonin Bonnetlarge                                  | Bloc ouvrier et paysan PC-SFIC | Propriétaire à Sornac, déchu de son mandat en 1940 (décrets Daladier)                                       |
| 1940                                     |                  |                                                      |                                | Les conseils d'arrondissement ont été suspendus par la loi du 12 octobre 1940 et n'ont jamais été réactivés |
| Les données manquantes sont à compléter. |                  |                                                      |                                | |

## Composition
Le canton de Sornac regroupait huit communes et comptait 2 433 habitants au 1er janvier 2012.
| Nom                   | Code Insee | Intercommunalité            | Population (dernière pop. légale) |
| --------------------- | ---------- | --------------------------- | --------------------------------- |
| Sornac (chef-lieu)    | 19261      | CC Haute-Corrèze Communauté | 820 (2014)                        |
| Bellechassagne        | 19021      | CC Haute-Corrèze Communauté | 81 (2014)                         |
| Chavanac              | 19052      | CC Haute-Corrèze Communauté | 52 (2014)                         |
| Millevaches           | 19139      | CC Haute-Corrèze Communauté | 87 (2014)                         |
| Peyrelevade           | 19164      | CC Haute-Corrèze Communauté | 797 (2014)                        |
| Saint-Germain-Lavolps | 19206      | CC Haute-Corrèze Communauté | 88 (2014)                         |
| Saint-Rémy            | 19238      | CC Haute-Corrèze Communauté | 218 (2014)                        |
| Saint-Setiers         | 19241      | CC Haute-Corrèze Communauté | 282 (2014)                        |

## Démographie
| 1962  | 1968  | 1975  | 1982  | 1990  | 1999  | 2006  | 2011  | 2012  |
| ----- | ----- | ----- | ----- | ----- | ----- | ----- | ----- | ----- |
| 3 730 | 3 472 | 3 284 | 3 047 | 2 767 | 2 456 | 2 442 | 2 436 | 2 433 |